# Chemická reakce
Chemická reakce je proces vedoucí ke změně chemické struktury chemické látky. Látky, které do reakce vstupují, nazýváme reaktanty. Látky, které z reakce vystupují, nazýváme produkty. Při tomto procesu dochází ke změnám v rozmístění elektronové hustoty v molekule, zjednodušeně řečeno, dochází k zániku a vzniku chemických vazeb. Chemické reakce popisujeme pomocí chemických rovnic.

## Klasifikace reakcí
Je mnoho kritérií, podle kterých můžeme chemické reakce dělit:

### Podle vnější změny
- Syntéza neboli chemické slučování – ze dvou nebo více prvků nebo sloučenin vznikne produkt, který je většinou složitější než výchozí látky.

N2 + 3 H2 → 2 NH3
- Chemický rozklad, dekompozice – molekula se rozpadne na několik jednodušších látek, např. termický rozklad dichromanu amonného

(NH4)2Cr2O7 → Cr2O3 + 4 H2O + N2
- Substituce neboli nahrazování, vytěsňování – část molekuly je nahrazena jiným atomem nebo skupinou

CuSO4 + Fe → FeSO4 + Cu
2 Na + 2HCl → 2 NaCl + H2
- Konverze neboli podvojná záměna – dvě látky si při reakci vymění atomy nebo funkční skupiny. Patří sem např. neutralizace a srážení.

NaCl + AgNO3 → NaNO3 + AgCl↓
- Hoření je označení pro prudkou oxidaci (nejčastěji) kyslíkem. Hoření je velmi silná exotermní reakce.

C10H8 + 12 O2 → 10 CO2 + 4 H2O
CH2S + 6 F2 → CF4 + 2 HF + SF6

### Podle reakčního mechanismu
Toto hledisko má uplatnění zejména v organické chemii.
- Adice (A, AD) – dochází k navázání činidla na násobné vazby substrátu. Řídí se Markovníkovým pravidlem. Řadíme sem např. hydrataci, halogenaci, hydrogenaci atd. Podle typu činidla rozlišujeme adice:
  - elektrofilní (AE) – činidlem je elektrofil – částice vyhledávající zvýšenou elektronovou hustotu (zpravidla má kladný náboj);
  - nukleofilní (AN) – činidlem je nukleofil – částice vyhledávající sníženou elektronovou hustotu (zpravidla má záporný náboj);
  - radikálové (AR) – činidlem je radikál – částice s minimálně jedním nepárovým elektronem.
- Eliminace (E) – dochází k odštěpení zpravidla jednoduché anorganické sloučeniny za vzniku násobné vazby. Řídí se Zajcevovým pravidlem. Mezi eliminační reakce řadíme např. dehydrogenaci, dehydrataci apod.
- Substituce (S) – dochází k nahrazení atomu nebo funkční skupiny substrátu za jiný atom nebo funkční skupinu. Podle typu činidla rozlišujeme substituci:
  - radikálovou (SR) – činidlem je látka, která se za vhodných podmínek štěpí na radikály. Skládá se ze tří fází: iniciace (štěpení činidla na radikály), propagace (napadání substrátu a tvorba dalších radikálů) a terminace (spojování radikálů, ukončení reakce).
  - elektrofilní (SE) – substrátu je napaden elektrofilem za vzniku tzv. π-komplexu, který se následně přesmykne na tzv. σ-komplex. Poslední fází je odštěpení vodíkového kationtu. Mezi typické elektrofilní substituce patří nitrace (činidlo tzv. nitrační směs HNO3 + H2SO4), halogenace (X2 + AlX3) a sulfonace (H2SO4 nebo oleum). Významná je elektrofilní aromatická substituce.
  - nukleofilní (SN) – substrátu je napaden nukleofilem. Tyto reakce mají dva reakční mechanismy – SN1 a SN2.

- Přesmyk neboli izomerizace – při reakci dochází pouze ke změně struktury látky, nemění se ani počet, ani druh atomů tvořících molekulu. Zpravidla takto dochází k přeměně méně stabilní sloučeniny na její stálejší izomer. Např. enol-formy R=C(-OH)-R se přesmykují na keto-formy R-C(=O)-R. Konjugované dieny (H2C=C=CH2) se přeměňují na alkyny (CH3-C≡CH).

### Podle skupenství
Skupenství reaktantů a produktů značíme v chemické rovnici písmeny v závorce:
- (aq) – aqua, vodný roztok
- (g) – gas, plyn
- (l) – liquid, kapalina
- (s) – solid, pevná látka.

- Homogenní reakce má všechny reaktanty a produkty ve stejné fázi (skupenství). Přitom H2O (l) se nepovažuje za rozdílnou fázi, pokud jsou ostatní sloučeniny ve vodném roztoku (aq).

H2 (g) + ½ O2 (g) → H2O (g)
NaOH (aq) + HCl (aq) → NaCl (aq) + H2O (l)
- Heterogenní reakce obsahuje rozdílné fáze, probíhá na styčné ploše, tzv. fázovém rozhraní. Typické heterogenní reakce jsou srážecí reakce.

NaCl (aq) + AgNO3 (aq) → NaNO3 (aq) + AgCl↓ (s)

### Podle typu přenášených částic
- Oxidačně-redukční reakce – přenášenou částicí je elektron e−. Probíhají současně děje:
  - oxidace – částice odevzdává elektrony, zvyšuje se její kladné oxidační číslo;
  - redukce – částice přijímá elektrony, snižuje se její kladné oxidační číslo.

Látky, které jiné látky oxidují, ale samy se redukují, nazýváme oxidační činidla (např. O2, KMnO4). Látky, které jiné látky redukují, ale samy se oxidují, nazýváme redukční činidla (např. kovy, uhlík, HPO2).
- Protolytické neboli acidobazické reakce – přenášenou částicí je vodíkový kationt H+. Typickým představitelem je reakce kyseliny s hydroxidem neboli neutralizace.

- Komplexotvorné reakce – atomy či funkční skupiny (tzv. ligandy) se vážou na tzv. centrální atom za vzniku koordinačních sloučenin neboli komplexů.

CuSO4 + 4 H2O → [Cu(H2O)4]SO4
Studiem této problematiky se zabývá koordinační chemie.

### Podle tepelného zabarvení
- exotermické reakce (exotermní) – během reakce se teplo uvolňuje, tzn. energie reaktantů je vyšší než energie produktů (např. hoření, neutralizace, buněčné dýchání);
- endotermické reakce (endotermní) – během reakce se teplo spotřebovává (musí se do soustavy dodávat), tzn. energie reaktantů je nižší než energie produktů (např. tepelný rozklad uhličitanu vápenatého, fotosyntéza);
- atermické reakce – během reakce se teplo ani nespotřebovává, ani neuvolňuje. Tato reakce se v přírodě často nevyskytuje.

Reakční teplo je rozdíl energie produktů a reaktantů. Podle Hessova zákona nezávisí na průběhu reakce, ale jen na stavech před reakcí a po reakci. Nejčastěji se uvádí jako stavová veličina entalpie ∆H v jednotkách kJ/mol. Pokud hledisko zobecníme na příjem/uvolnění energie (i v jiné formě než teplo), klasifikujeme reakce jako endergonické/exergonické. Tepelným efektem reakcí se zabývá chemická termodynamika neboli termochemie. Změna Gibbsovy energie soustavy (∆G) je u exotermické reakce záporná (-∆G) a u endotermní reakce kladná (+∆G).

### Podle směru reakce
- přímé – základní typ reakce, viz výše;
- zpětné – reakce probíhá stejným mechanismem, ale opačným směrem (dle principu mikroskopické reverzibility);
- bočné – několik současně běžících reakcí spotřebovává stejnou výchozí látku, ale jejich produktem jsou různé sloučeniny;
- násobné – produkt reakce dál reaguje stejným mechanismem, například polymerace, radikálové reakce.

### Podle rovnováhy reakce
- rovnovážné – reakce běží až do chemické rovnováhy, která je definována rovnovážnou konstantou. Rovnovážná konstanta je poměrem rychlostních konstant dvou navzájem zpětných reakcí.
- jednosměrné – zpětná reakce je zanedbatelná

### Podle počtu reagujícíchmolekul
- monomolekulární – reaguje jedna molekula – dekompozice (rozpad). Příkladem je reakce typu: A → P, kde A značí reaktanty, P pak produkty. Monomolekulární reakce se označují také jako reakce prvního řádu.
- bimolekulární – aby reakce mohla proběhnout, musí se srazit dvě molekuly – nejčastější typ reakcí. Příkladem je A + A → P nebo A + B → P, kde A, B jsou reaktanty a P produkty reakce. Bimolekulární reakce odpovídají reakcím druhého řádu.
- trimolekulární – aby reakce mohla proběhnout, musí se srazit tři molekuly v jednom okamžiku. Tyto reakce jsou vzácné.

Reakce tetramolekulární a reakce vyšších řádů neznáme. Důvodem je, že srážka tří molekul je z pohledu již tak statistické termodynamiky vzácným jevem. Proto současná srážka čtyř a více molekul prakticky nemůže nastat. Díky dokonalejším přístrojům se při mnoha těchto reakcích dokázalo, že jsou dvěma reakcemi nižších řádů následujícími rychle za sebou.